# Hydrométrie
Ne doit pas être confondu avec Hygrométrie.

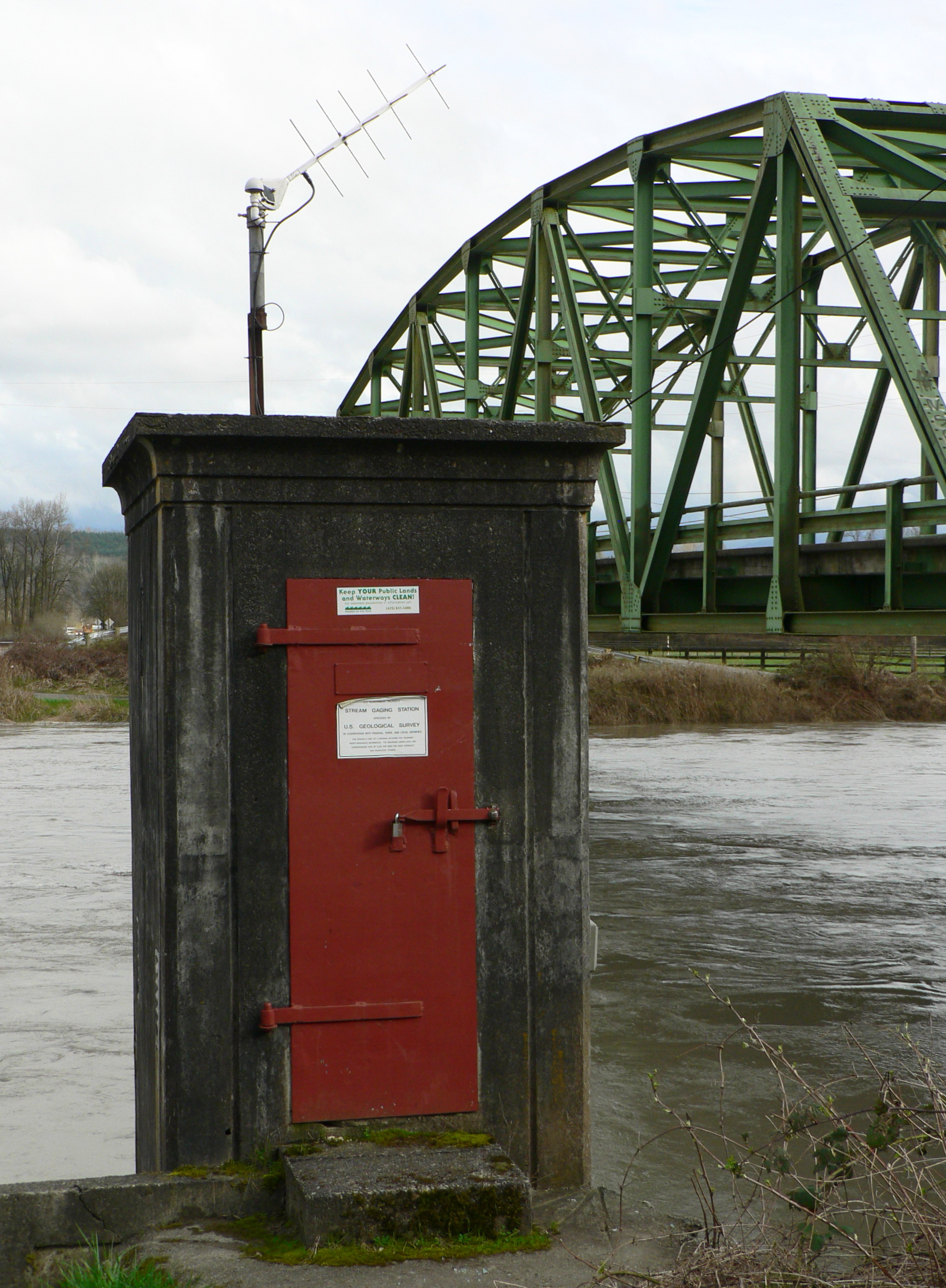
Station de jaugeage de la Snoqualmie, rivière de l'État de Washington. Les données sont télétransmises, comme le laisse deviner l'antenne.

L'hydrométrie est la branche de l'hydrologie qui concerne la mesure du débit des eaux continentales, superficielles ou souterraines.
En général, l'hydrométrie concerne la mesure du débit des cours d'eau, qui s'indique avec la lettre Q.
La plupart des stations hydrométriques automatiques mesurent uniquement la hauteur d'eau. Le débit est ensuite recalculé à partir d'une relation liant le débit à la hauteur d'eau : la courbe de tarage. Mais cette relation est propre à chaque site de mesure, et peut varier dans le temps, en particulier à la suite d'une crue si celle-ci a creusé ou déposé des sédiments dans le lit du cours d'eau. Il est donc nécessaire de mesurer régulièrement le débit pour définir la relation hauteur-débit et suivre son évolution. Une mesure ponctuelle de débit est appelée jaugeage.

## Notion de débit instantané
Le débit instantané, Q, est le volume d'eau passant à travers la section d'un cours d'eau pendant une unité de temps
{\displaystyle Q={\frac {V}{t}}}
- {\displaystyle Q} : débit (en m3/s)
- {\displaystyle V} : volume (en m3)
- {\displaystyle t} : temps (en s)

En considérant la « surface mouillée » ({\displaystyle S}, en mètres carrés), définie comme la section du cours d'eau prise perpendiculairement à l'écoulement, le volume {\displaystyle V} correspond au produit de cette surface par une longueur dans la direction de l'écoulement ({\displaystyle L} en mètres) :
{\displaystyle V=S\times L} 
La longueur {\displaystyle L} correspond ainsi à la distance parcourue par le courant durant une unité de temps. Le rapport de cette longueur par le temps {\displaystyle t} correspond donc à la vitesse moyenne du courant dans la section ({\displaystyle v_{\text{moy}}}) :
{\displaystyle {\frac {L}{t}}=v_{\text{moy}}}
Le débit est donc donné par la relation :
{\displaystyle Q={\frac {V}{t}}={\frac {S\times L}{t}}={\frac {L}{t}}\times S=v_{\text{moy}}\times S}

## Les différentes stations permanentes de débit

### Les stations classiques
Ce sont des stations qui permettent de calculer le débit grâce à une relation univoque entre la hauteur et le débit. Pour une hauteur {\displaystyle h} donnée, il n'y a qu'un et un seul débit.
Ces stations abritent une centrale d'acquisition qui mesure le niveau à pas de temps fixe ou variable et stocke l'information sous forme de fichier hauteur-temps.
Les équipes de terrain effectuent régulièrement des mesures ponctuelles de débit, décrivant ainsi tous les régimes hydrologiques (hautes, moyennes et basses eaux).
Chaque mesure de débit permet d'obtenir un couple (hauteur moyenne, débit). L'ensemble des couples {\displaystyle (h,Q)} permet de tracer une courbe passant au plus près des points, courbe qui s'appelle la courbe de tarage. La courbe est définie sous forme de fonctions mathématiques, paraboliques ou plus quelconques sous forme de lignes brisées.
Ces courbes évoluent dans le temps, et des mesures ponctuelles de débit peuvent s'écarter de la courbe idéale, on parle alors de détarage comme au cours de la période où la végétation aquatique pousse. Des travaux réalisés sur une rivière, comme un curage, peuvent également rendre une courbe de tarage caduque.
Une courbe de tarage est donc valide d'une date à une autre date. L'exploitation de fichiers hauteur - temps dépend de la qualité de la courbe : si un niveau est dépassé et que l'on ne connaisse pas son débit correspondant, on parle de hauteur hors courbe. Dans ce cas, on extrapole la courbe et on attend parfois des années avant d'avoir la confirmation de cette extrapolation. Le coût moyen d'une station automatique {\displaystyle (h,t)} télétransmise est de 7 500 euros.
Certaines rivières naturelles ou canalisées n'ont pas de courbe de tarage : l'ensemble des points {\displaystyle (h,Q)} est un nuage de points. En particulier, pour les cours d'eau à faible pente, le niveau à la décrue est supérieur au niveau à la crue à débit donné. On peut construire une courbe de tarage par la méthode du gradient limnimétrique.
Certaines stations débitmétriques mesurent un débit instantané sans avoir besoin de courbes de tarage.

### Les stations ultrasonores
La technique utilisée s'appuie sur la mesure de la durée du trajet d'impulsions ultrasonores traversant la rivière selon un angle par rapport au courant. Le temps selon la vitesse de l'eau et le débit en est déduit.
Ce système n'est pas adapté pour les mesures de débit dans les rivières larges et peu profondes (risque de réflexion sur la surface ou sur le fond). Le cours d'eau doit être rectiligne sur une longueur au moins égale à 10 fois sa largeur. Sa géométrie doit être stable dans le temps. L'eau doit être la plus homogène possible au point de vue température. La présence de bulles d'air causées par des chutes d'eau doit être évitée.

#### Description de la mesure
Plusieurs paires de transducteurs sont montées en opposition sur les rives, à différentes profondeurs bien définies, chaque transducteur se comportant alternativement comme émetteur puis comme récepteur d'ondes ultrasoniques.
Ces ondes sont reçues par les transducteurs opposés de chaque paire après un temps dépendant de la longueur du trajet, de la vitesse {\displaystyle c} du son sur ce trajet et de la composante de vitesse de l'eau.
Si l'eau est calme, les deux ondes arrivent simultanément, mais si elle est agitée, l'une des deux impulsions arrivera avant l'autre. Les instants de transit relatifs au trajet considéré sont appelés {\displaystyle t_{1}} et {\displaystyle t_{2}} . À partir de ces instants, la vitesse moyenne de la tranche d'eau peut être calculée.
Pour un trajet ultrasonique, en effet, la composante vitesse de l'eau moyenne le long du trajet peut être formulée de la façon suivante :
{\textstyle t_{1}={\frac {L}{c+V_{p}}}} et {\textstyle t_{2}={\frac {L}{c-V_{p}}}}
avec :
- {\displaystyle L} longueur du trajet ;
- {\displaystyle c} vitesse du son dans l'eau ;
- {\displaystyle V_{p}} composante vitesse moyenne ;
- {\displaystyle t_{1}} et {\displaystyle t_{2}} temps de trajet.

{\displaystyle V_{p}} est indépendant de {\displaystyle c} et peut s'exprimer en fonction de {\displaystyle t_{1}} et {\displaystyle t_{2}} :
{\displaystyle V_{p}=L\times {\frac {t_{2}-t_{1}}{2t_{1}\times t_{2}}}}
La vitesse moyenne de l'eau {\displaystyle V_{1}} est alors de :
{\displaystyle V_{1}={\frac {V_{p}}{\cos \theta }}}où {\displaystyle \cos \theta } est le cosinus de l'angle entre la direction de l'écoulement et le trajet des ondes ultrasoniques.
Le débit total est obtenu en ajoutant les résultats de ces différentes mesures{\displaystyle Q=\sum _{i=0}^{n}Q_{i}\times S_{i}}
- {\displaystyle n} : nombre d'ondes ultrasoniques plus une ;
- {\displaystyle Q_{i}} : débit partiel ;
- {\displaystyle S_{i}} : surface entre ondes.

Le coût d'une station ultrasonique varie de 40 000 euros à 150 000 euros.

### Les stations électromagnétiques
Cette technique est fondée sur l'induction électromagnétique. Des électrodes posées dans les berges de la rivière mesurent un voltage généré par le passage de l'eau à travers un champ magnétique vertical créé par un enroulement électromagnétique.
Le cours d'eau doit être tapissé d'une membrane lourde isolante. La loi de Lenz-Faraday {\textstyle e=-{\frac {\mathrm {d} F}{\mathrm {d} t}}} permet d'écrire :{\displaystyle Q=f(F)}où F est le flux magnétique.
La technique électromagnétique est utilisable quand l'eau n'est pas homogène à cause d'un mauvais mélange de deux sources, ou quand le canal est obstrué par de la vase, des herbes, des dépôts ou des débris.
La mesure électromagnétique n'est pas affectée par le passage de péniches, par la modification des dépôts et l'instabilité des fonds. Elle est insensible à la poussée de végétation aquatique, aux bulles d'air et aux matières en suspension. Elle n'est pas affectée par des températures variables, ni par des courants obliques.
Par contre cette mesure peut être perturbée par des lignes électriques ou des émissions radio, sources d'interférence.
La rivière doit être rectiligne sur une distance égale à 3 fois sa largeur et faire moins de 20 mètres de large en raison du coût de revient.
Le coût d'une station électromagnétique est supérieur ou égal à 150 000 euros.

## Finalité de l'hydrométrie
- Banque nationale des débits : Banque Hydro
- Connaissance générale : gestion de l'eau (sécheresse, inondations)
- Modélisations des crues, calcul de débits maximums)
- Dimensionnement d'ouvrages d'art
- Mesure de pollution
- Réseaux d'assainissement